# Onycodes rubra
Onycodes rubra là một loài bướm đêm trong họ Geometridae.